# (175636) Zvyagel
(175636) Zvyagel es un asteroide perteneciente al cinturón de asteroides, descubierto el 17 de octubre de 2007 por el equipo del Observatorio Astronómico de Andrushivka desde  Andrushivka, Óblast de Zhitómir, Ucrania.

## Designación y nombre
Designado provisionalmente como 2007 UP4. Larysa Petrivna Kosach (1871-1913), más conocida por su seudónimo Lesya Ukrainka, fue una de las poetas y escritoras más destacadas de Ucrania. La ciudad de Zvyagel (Novograd-Volynskyj desde 1795) fue su lugar de nacimiento. Este nombramiento es con motivo del 750 aniversario de Zvyagel en 2007.

## Características orbitales
(175636) Zvyagel está situado a una distancia media del Sol de 2,969 ua, pudiendo alejarse hasta 3,168 ua y acercarse hasta 2,769 ua. Su excentricidad es 0,067 y la inclinación orbital 11,134 grados: emplea 1868,46 días en completar una órbita alrededor del Sol.

## Características físicas
La magnitud absoluta de (175636) Zvyagel es 15,32. Tiene 5,870 km de diámetro y su albedo se estima en 0,051.